# Księga z Deer

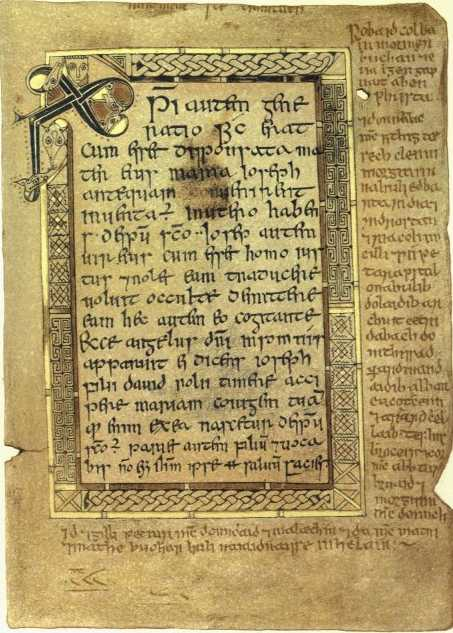
Karta z manuskryptu. W ramce łaciński tekst Ewangelii Mateusza, na brzegach strony noty gaelickie.

Księga z Deer (ang. Book of Deer, gael. Leabhar Dhèir) – iluminowany łaciński ewangeliarz z X wieku, zawierający na marginesach najstarsze znane zapisy w języku szkockim gaelickim. Od 1715 roku stanowi własność Cambridge University Library (sygnatura MS. Ii.6.32). 
Księga ma wymiary 154×107 mm i liczy 86 kart in folio. Pisana jest minuskułą, brązowym atramentem na welinie. Zawiera pełny tekst Ewangelii Jana i początkowe fragmenty ewangelii synoptycznych według przekładu Wulgaty, a na dodatkowej karcie tekst sakramentu namaszczenia chorych. Całość zamyka kolofon sporządzony w języku staroirlandzkim. Mimo swoich niewielkich rozmiarów manuskrypt jest bogato zdobiony, zawiera osiem miniatur (w tym siedem całostronicowych) i pięć stron z incipitami ewangelii ujętymi w ramki z ozdobnymi inicjałami. Przedstawienia postaci na miniaturach są schematyczne, silnie zgeometryzowane.
Proweniencja manuskryptu jest nieznana, był może powstał w Szkocji, styl pisma wskazuje że wyszedł spod ręki jednego skryby. Niewielkie rozmiary księgi świadczą, iż przeznaczona była ona prawdopodobnie do prywatnej dewocji. W XII wieku manuskrypt stanowił własność klasztoru w Deer (hrabstwo Aberdeenshire). Wtedy też na marginesach kart wpisano w języku szkockim opowieści dotyczące klasztoru i potwierdzenia jego nadań ziemskich. Teksty te uznawane są za najstarsze znane zabytki języka szkockiego, który jednak nie różnił się jeszcze wówczas znacząco od języka irlandzkiego. 